# 카디 맥클레인

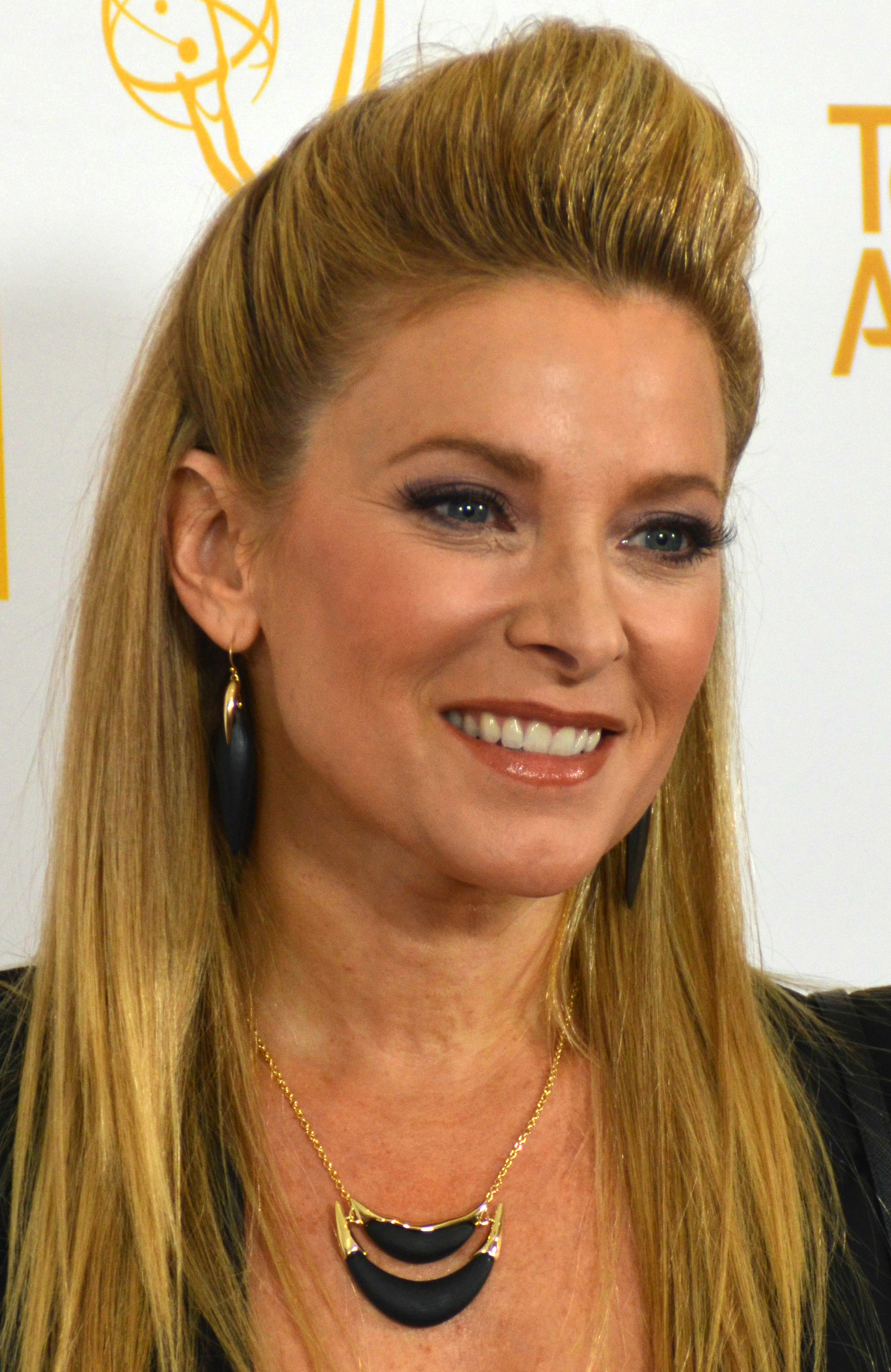

케이디 매클레인(Cady McClain, 1969년 10월 13일 ~ )은 미국의 배우이다.
버뱅크에서 태어났다.

## 출연 작품
- 버터플라이즈 (2017년)
- 씨잉 이스 빌리빙: 워먼 다이렉스 (2017년)
- 홈 무비 (2008년)
- 엘마 마터 (2002년) - 그웬 나이트 역
- Home Fires (1987)
- 굿바이 마이 다링 (1983년)

### 텔레비전
- 애즈 더 월드 턴즈 (2002-05, 2007-10)